# Обвинительное заключение

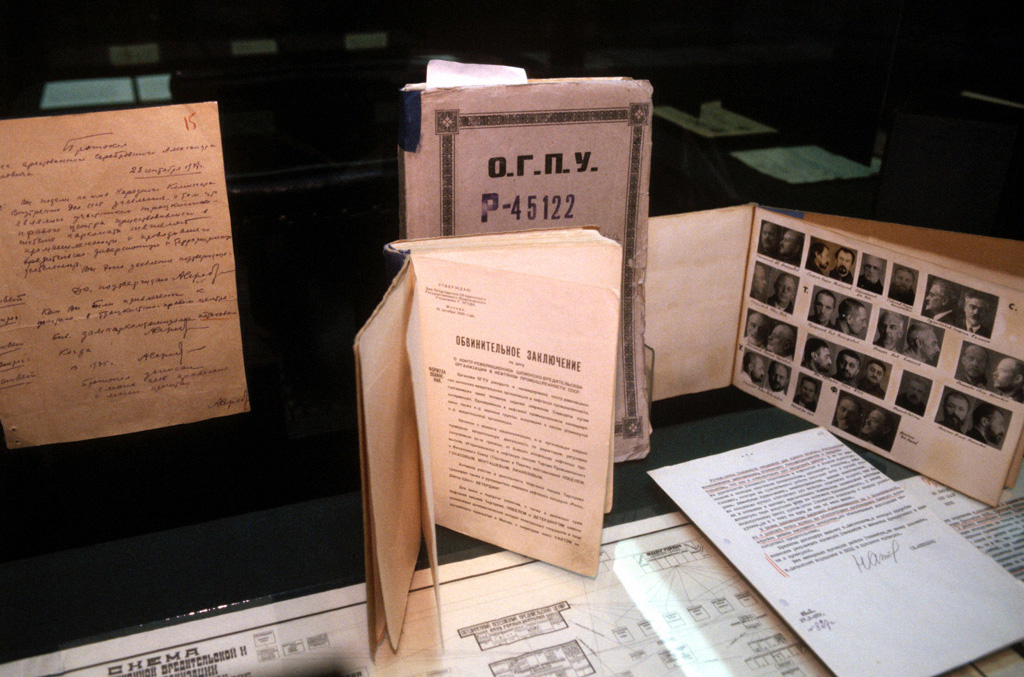
Обвинительное заключение ОГПУ по делу А. Серебровского и других лиц, обвиняемых в контрреволюционном шпионаже и саботаже в нефтяной промышленности СССР. За «шапкой» и заголовком документа следует формула обвинения

Обвини́тельное заключе́ние — это завершающий предварительное следствие процессуальный документ, содержащий сформулированное по делу обвинение, определяющее пределы судебного разбирательства, а также систему и анализ доказательств и фокусирующее процессуальное решение компетентных органов и должностных лиц о возможности направления уголовного дела в суд для рассмотрения его по существу.

## Россия
В российском уголовно-процессуальном праве различаются понятия обвинительного заключения и обвинительного акта, составляемых следователем и дознавателем.
Согласно статье 220 Уголовно-процессуального кодекса Российской Федерации, в обвинительном заключении следователь указывает:
1. имена обвиняемых;
2. данные об их личности;
3. существо обвинения, место и время совершения преступления, его способы, мотивы, цели, последствия и другие обстоятельства;
4. формулировку обвинения с указанием статей УК РФ, предусматривающих ответственность за данное преступление;
5. перечень доказательств, подтверждающих обвинение, и краткое изложение их содержания;
6. перечень доказательств, на которые ссылается сторона защиты, и краткое изложение их содержания;
7. обстоятельства, смягчающие и отягчающие наказание;
8. данные о потерпевшем, характере и размере вреда, причинённого ему преступлением;
9. данные о гражданском истце и гражданском ответчике.

Обвинительное заключение также должно содержать ссылки на листы и тома уголовного дела.
Обвинительное заключение подписывается следователем с указанием места его составления. К обвинительному заключению прилагается список подлежащих вызову в судебное заседание лиц со стороны обвинения и защиты, а также прилагается справка о сроках следствия, об избранных мерах пресечения с указанием времени содержания под стражей и домашнего ареста, вещественных доказательствах.
После подписания следователем обвинительного заключения уголовное дело с согласия руководителя следственного органа немедленно направляется прокурору. Копия обвинительного заключения вручается обвиняемому после его утверждения прокурором и перед направлением уголовного дела в суд.
До 2017 года в российском правосудии составляемый следствием текст обвинительного заключения (обвинительного акта) воспринимался председательствующими некритично и просто копировался в приговор, что вызывало массу нареканий, в том числе у председателя Московского городского суда Ольги Егоровой.

## Обвинительный акт в англо-саксонской правовой системе
В странах англо-саксонской правовой семьи обвинительный акт (англ. bill of indictment) — официальное обвинение человека в совершении уголовного преступления. В судебных органах тех стран, где сохранено понятие «тяжкое уголовное преступление» (англ. felony), именно оно является тяжелейшим уголовным преступлением, а в судебных органах тех стран, где это понятие упразднено, его заменило понятие преступного деяния.
Уголовное преступление — преступление, за которое лицо подвергается преследованию путём предания суду присяжных при подаче в суд обвинительного акта с предварительным допросом.
Традиционно предание суду присяжных контролировалось большим жюри, которое после оценки выносило обвинительное заключение, если признавалась виновность, а в противном случае — объявляло о прекращении дела.